# Setaria incrassata
Setaria incrassata là một loài thực vật có hoa trong họ Hòa thảo. Loài này được (Hochst.) Hack. miêu tả khoa học đầu tiên năm 1891.